# Leptopsalis sedgwicki
Leptopsalis sedgwicki is een hooiwagen uit de familie Stylocellidae. De originele naamcombinatie (protoniem) was Stylocellus sedgwicki Shear, 1979.